# 에메리투스
에메리투스/에메리타(Emeritus/Emerita)는 "명예교수"와 같이 명망 있는 직위에서 퇴직한 사람에게 부여되는 명예 칭호로, 가장 흔하게는 학술 교수직에 해당하지만 이전 직함을 계속 사용할 수 있다.
어떤 경우에는 주어진 직급에서 은퇴하는 모든 사람에게 자동으로 이 용어가 부여되지만, 다른 경우에는 은퇴 시 선별적으로 수여되는 뛰어난 성과(보통 연구 분야)의 표식으로 남아 있다. 또한 어떤 직업에서 명망 있는 사람이 은퇴하거나 직위를 넘겨줄 때도 사용되며, 이로 인해 이전 직급을 자신의 칭호에 유지할 수 있다. 에메리투스라는 용어가 반드시 개인이 이전 직위의 모든 의무를 포기했음을 의미하지는 않으며, 일부 의무를 계속 수행할 수도 있다.
미국 대학에 등재된 고인 명예교수에 대한 설명에서는 에메리투스 칭호가 재직 기간 표시로 대체되지만, 부고에서는 사망 당시의 지위를 나타내는 데 사용될 수 있다.

## 어원
에메리투스(라틴어 emerere의 과거분사로 '임무를 완수하다'라는 뜻)는 라틴어 접두사 e- (ex-의 변형) '밖으로, ~로부터'와 '봉사하다, 얻다'를 의미하는 merere('가치'의 어원)의 복합어이다. 이 단어는 17세기 초부터 '자신의 시간을 다 보낸, 충분한 봉사를 한'이라는 의미로 사용되었다. 라틴어 여성형인 '에메리타'도 때때로 사용되지만, 영어에서는 에메리투스라는 단어가 종종 성별 구분이 없이 사용된다.

## 학계에서
미국에서는 실무 교수 또는 상주 교수, 영국에서는 교수직이 교육기관에서 최소 5년 이상 재직한 후 명예롭게 퇴직하면 명예교수(Professor Emerita 또는 Professor Emeritus) 칭호를 받을 수 있다. 일부 대학에서는 남녀 모두에게 사용할 수 있는 성별 중립 칭호인 Professor Emerit도 사용할 수 있다. 대부분의 시스템과 기관에서는 이 직급이 명예롭게 퇴직한 모든 교수에게 부여되지만, 다른 곳에서는 특별한 조치나 투표가 필요하다.

## 기타 용례
교구장 주교나 보좌 주교가 은퇴하면, 그들의 이전 칭호에 에메리투스라는 단어가 추가된다. 예를 들어, "... 명예 대주교"처럼 된다. 특정 교구의 "명예 주교"라는 칭호는 첫 번째 주교가 오래 살 경우 여러 사람에게 적용될 수 있다. 이 칭호는 로마 교황, 명예 교황 베네딕토 16세가 은퇴하면서 적용되었다. 커뮤니티 오브 크라이스트에서는 은퇴하는 고위 공직자에게 때때로 에메리투스 지위가 부여된다.
유대교에서는 에메리투스가 시나고그나 다른 유대인 기관의 오랜 랍비들에게 부여되는 칭호인 경우가 많다. 어떤 경우에는 칸토르에게도 이 칭호가 부여된다. 명예 랍비 또는 명예 칸토르는 대체로 명예 칭호이다.
2001년부터 소수당 소속 상원의원 중 이전에 미국 상원 임시의장을 지낸 사람에게는 명예 임시의장 칭호가 부여되어 왔다.
또한 기업 및 비영리 단체에서 조직의 창립자나 기관에 상당한 공헌을 한 개인에게 영구적인 지위를 나타내는 데 사용된다. 예를 들어 필 나이트는 나이키의 공동 설립자이며, 수십 년간 최고경영자를 지낸 후 현재 회사의 명예 회장이다.
민주당 지도부에서 은퇴하기로 결정한 후, 미국 하원 운영 및 정책 위원회는 낸시 펠로시에게 하원의장으로서의 공로를 인정하여 명예 하원의장 칭호를 부여하기로 투표했으며, 새로 선출된 마이크 존슨 하원의장은 축출된 전임자 케빈 매카시를 명예 하원의장이라고 불렀다.
싱가포르 내각도 에메리투스 사용을 채택했으며, 지금까지 선임장관 고촉통에게 2011년에 이 칭호가 수여되었다. 당시 그와 당시 장관 고문 리콴유는 당의 쇄신 과정의 일환으로 다가오는 내각에서 물러났다. 고촉통은 2020년에 정치에서 은퇴했지만, 그의 명예 칭호는 유지되었다.

## 같이 보기
- 명예 주교
- 태상천황
- 태상황

## 참고
1. ↑  여성형 에메리타 또는 에메리투스, 복수형 에메리티 (남성) 또는 에메리태 (여성), 약어 emer.